# Tourbières et zones humides du nord-est du massif cantalien
Tourbières et zones humides du nord-est du massif cantalien este o arie protejată (sit de importanță comunitară — SCI) din Franța întinsă pe o suprafață de 1.527 ha, integral pe uscat.

## Localizare
Centrul sitului Tourbières et zones humides du nord-est du massif cantalien este situat la coordonatele 45°13′10″N 2°50′35″E / 45.21944°N 2.84306°E.

## Înființare
Situl Tourbières et zones humides du nord-est du massif cantalien a fost declarat arie specială de conservare în baza directivei 92/43 din 1992 referitoare la conservarea habitatelor naturale și a faunei și florei sălbatice pentru a proteja 1 specie de plante și 6 specii de animale.

## Biodiversitate
Situată în ecoregiunea continentală, aria protejată conține 10 habitate naturale: Fânețe montane, Depresiuni pe substraturi de turbă de Rhynchosporion, Turbării active, Mlaștini oligotrofe degradate, capabile încă de regenerare naturală, Mlaștini turboase de tranziție și turbării mișcătoare, Pajiști cu Molinia pe soluri calcaroase, turboase sau argilos-nămoloase (Molinion caeruleae), Liziere de ierburi înalte hidrofile de câmpie și de nivel montan până la alpin, Pajiști uscate europene, Pajiști uscate seminaturale și facies de acoperire cu tufișuri pe substraturi calcaroase (Festuco-Brometalia) (* situri importante pentru orhidee), Formațiuni ierboase bogate în specii de Nardus, dezvoltate pe substraturi silicioase în zone montane (și în zone submontane, în Europa continentală).
La baza desemnării sitului se află mai multe specii protejate:
- plante (1): Luronium natans
- amfibieni (2): izvoraș-cu-burta-galbenă (Bombina variegata), triton cu creastă (Triturus cristatus)
- mamifere (1): vidră de râu (Lutra lutra)
- nevertebrate (3): fluturele auriu (Euphydryas aurinia), libelule (Leucorrhinia pectoralis), Lycaena helle

Pe lângă speciile protejate, pe teritoriul sitului au mai fost identificate 14 specii de plante, 4 specii de păsări, 4 specii de amfibieni, 6 specii de nevertebrate.